# Microplocia sybroides
Microplocia sybroides là một loài bọ cánh cứng trong họ Cerambycidae.